# 李式 (三國)
李式，涼州北地郡人（現在甘肅省東南部），漢末大司馬、司隸校尉李傕之子，甚得李傕與妻子寵愛。
李傕是東漢末年軍閥；被曹操擊敗，李傕被夷三族。

## 逸事
東晉袁宏《後漢紀·後漢孝獻皇帝紀》：「汜、傕許和，質其愛子。…。傕之子式。…。傕妻愛式，和計未定。…。不以男，各女為質。」（《獻帝起居注》、《後漢紀》）